# Mastacideidae
Mastacideidae är en familj av insekter. Mastacideidae ingår i överfamiljen Eumastacoidea, ordningen hopprätvingar, klassen egentliga insekter, fylumet leddjur och riket djur. Enligt Catalogue of Life omfattar familjen Mastacideidae 10 arter. 
Kladogram enligt Catalogue of Life:
| Mastacideidae | \| \| Mastacides \| \| \| \| \| \| Paramastacides \| \| \| \| |
|               | \| \| Mastacides \| \| \| \| \| \| Paramastacides \| \| \| \| |
|               | Chorotypidae                                                  |
|               |                                                               |
|               | Episactidae                                                   |
|               |                                                               |
|               | Eumastacidae                                                  |
|               |                                                               |
|               | Euschmidtiidae                                                |
|               |                                                               |
|               | Morabidae                                                     |
|               |                                                               |
|               | Proscopiidae                                                  |
|               |                                                               |
|               | Thericleidae                                                  |
|               |                                                               |
|               | Mastacides                                                    |
|               |                                                               |
|               | Paramastacides                                                |
|               |                                                               |

|  | Mastacides     |
|  |                |
|  | Paramastacides |
|  |                |